# Sibynophis subpunctatus
Sibynophis subpunctatus  (лат.) — неядовитая змея из семейства ужеобразных.
Общая длина достигает 35—45,7 см. Голова небольшая, вытянутая. Морда шире головы. Глаза большие с круглыми зрачками. Туловище очень тонкое и стройное. Хвост маленький, сужается на конце. Чешуя гладкая.
Спина светло-коричневая, коричнево-серая или красно-коричневая с тёмно-коричневыми точечками на каждой чешуе. Эти точки расположены в основном в задней части тела, но иногда встречаются и в передней части тела. На хребте расположен ряд чёрных точек. Голова и затылок тёмно-коричневые или чёрные, отграничены жёлтым кольцом. Голова имеет белое или жёлтое пятно по бокам. Шея имеет два жёлтых пятна. Губы и горло жёлтой окраски. Брюхо красное.
Любит холмистые леса, сельскохозяйственные угодья. Встречается на высоте до 750 метров над уровнем моря. Активна как ночью, так и днём. Питается мелкими змеями, ящерицами, гекконами, сцинками, лягушками.
Это яйцекладущая змея. Самка откладывает 2—6 яиц.
Живёт в штате Махараштра (Индия) и на острове Шри-Ланка.